# 宇乃かつを
宇乃 かつを（うの かつを、1966年6月9日 - ）は、神奈川県出身の日本のミュージシャン。担当分野は、作曲、編曲、演奏にて、主に劇伴の制作。ギター、キーボード、シンセサイザー、デジタル・オーディオ・ワークステーション、ドラムセット、ボーカル、指揮、音楽監督など。

## 略歴
湘南学園高等学校芸術コース、東京国際大学商学部商学科出身。キー局、ローカル番組などを中心に、コマーシャルソング、ジングル、VP(ビデオパッケージ/Video Package)などの音楽を手掛けながら、信頼筋による脚本、演出家の演劇作品のサウンドトラックを多数描き下ろす。映像制作のプロデュース、ディレクションにおいてはデジタルコンテンツグランプリ2002「自然との対話～酒造り～能登杜氏」でドキュメンタリー賞を受賞。2005年日本国際博覧会「愛・地球博」パビリオン出展運営チーフディレクター他、万博関連の数多のクリエイティブ担当を勤めた。
逗子スロバキア国立オペラ2018の副実行委員長を勤める。
2019年2月には湘南葉山スロバキア国立オペラの実行委員長を歴任した。現在同委員会は、湘南葉山文化交流振興会と改め、所属レーベルの部門が主宰する369WORKSHOPにて、独自のメソッドによる音楽のワークショップを開講し、音楽を主体としながらアート全般に渡っての文化交流による湘南のまちづくりを推進している。2018年5月12日、神奈川県の様々な平和団体によるイベント「憲法広場」にて演奏を行なう。
俳優、シンガーソングライターの中村ブンによる「中村ブン祭り」のレギュラーサポートも毎月行なっている。

## 上演作品等
作曲・編曲・演奏
- 『DADA-地球の私生児』湘南台文化センター市民シアター
- 『夜の秋』相鉄本多劇場
- 『ガラスの触手』横浜STスポット、大塚ジェルス
- 『淋しい夜』相鉄本多劇場
- 『淋しい夜』2017年 四谷 絵本塾ホールにて再演
- 『いやなんです あなたのいってしまふのが−智恵子抄より』[10]　編曲・演奏を担当。作曲は同レーベル「369RECORDS」のSonic Offward。2018/1/15(月)〜1/21(日)、全12公演をShibuya Gallery「Arc」[11]にて上演。
- 2018年7月5日〜7月8日、全7回上演された「音楽朗読劇 KARMA そで触れ合うも多生の縁」[12]スターフィールド劇場/新宿にて上演。脚本：富田たかし、出演：小野進也（演出兼）、児島美ゆき、森章二、他によるサウンドトラックの作曲・編曲・演奏を担当。